# Itunina
De Itunina zijn een subtribus van vlinders uit de tribus van de Danaini van de familie van de Nymphalidae. De wetenschappelijke naam is voor het eerst gepubliceerd in 1897 door Enzio Reuter.

## Geslachten
- Lycorea Doubleday, 1847
- Anetia Hübner, 1823
- † Archaeolycorea Martins, 1989